# Rhorus dentatus
Rhorus dentatus là một loài tò vò trong họ Ichneumonidae.